# Antepipona orbitalis
Antepipona orbitalis é uma espécie de insetos himenópteros, mais especificamente de vespas pertencente à família Vespidae.
A autoridade científica da espécie é Herrich-Schäffer, tendo sido descrita no ano de 1839.
Trata-se de uma espécie presente no território português.